# Haus Rüschhaus
La maison Rüschhaus, qui appartenait aux évêques de Münster du XIVe au XVIIIe siècle, fut achetée par l’architecte baroque Johann Conrad Schlaun qui apporta des modifications de style baroque au bâtiment, puis achetée par le père de la poétesse Annette von Droste-Hülshoff. À la mort de son père en 1826, elle habite avec sa mère et sa sœur. C’est là que jusqu’en 1846, elle vit une période triste, qui se termine par son départ pour Meersburg, au bord du lac de Constance chez une amie, où elle meurt deux ans plus tard.
Devenue musée Droste-Hülshoff, la maison appartient à la ville de Münster qui a aménagé les jardins dans le style baroque d'après des plans authentiques de Schlaun.